# Districte de Tolosa
El Districte de Tolosa és un dels tres districtes del departament francès de l'Alta Garona, a la regió d'Occitània. Té 31 cantons i 225 municipis. El cap del districte és la prefectura de Tolosa.

## Cantons
Els 31 cantons del districte de Tolosa són:
- cantó de Blanhac
- cantó de Cadors
- cantó de Caramanh
- cantó de Castanet Tolosan
- cantó de Frontonh
- cantó de Granada
- cantó de Lantar
- cantó de Legavin
- cantó de Montastruc e la Conselhièra
- cantó de Montgiscard
- cantó de Nalhós
- cantó de Revèl
- cantó de Tolosa-1
- cantó de Tolosa-2
- cantó de Tolosa-3
- cantó de Tolosa-4
- cantó de Tolosa-5
- cantó de Tolosa-6
- cantó de Tolosa-7
- cantó de Tolosa-8
- cantó de Tolosa-9
- cantó de Tolosa-10
- cantó de Tolosa-11
- cantó de Tolosa-12
- cantó de Tolosa-13
- cantó de Tolosa-14
- cantó de Tolosa-15
- cantó de Tornafuèlha
- cantó de Verfuèlh
- cantó de Vilafranca de Lauragués
- cantó de Vilamur de Tarn